# Matsukawa-Zwischenfall

Matsukawa-Zwischenfall

Der Matsukawa-Zwischenfall (japanisch 松川事件, Matsukawa jiken) war eine durch einen Sabotageakt herbeigeführte Entgleisung, die sich 1949 auf der JNR-Tōhoku-Hauptlinie der Präfektur Fukushima zwischen Matsukawa und Kanayagawa ereignete. Es gab zwei weitere Sabotageakte im selben Jahr: der Shimoyama-Zwischenfall am 6. Juli 1949 und der Matsukawa-Zwischenfall am 17. August 1949. Die sogenannten Drei großen mysteriösen Vorfälle des Jahres 1949 stehen im Zusammenhang mit der Red Purge.

## Überblick
Am 17. August 1949 um 3:09 Uhr, einen Monat nach dem Mitaka-Zwischenfall entgleiste und kippte ein Zug mit einer Dampflokomotive der Baureihe C51, der von Aomori nach Ueno fuhr und Matsukawa, das heutige Fukushima, durchquert hatte.
Die Lokomotive entgleiste und kippte, worauf die nachfolgenden Waggons, zwei Gepäckwagen, ein Bahnpostwagen und zwei Personenwagen ebenso entgleisten. Drei Mitglieder der Lokomotivmannschaft starben, Passagiere kamen nicht ums Leben. Die Unfallstelle lag bei einer Kurveneinfahrt zwischen Matsukawa und Kanayagawa auf der Tōhoku-Hauptlinie.

## Lokalaugenschein
Bei der Inspektion wurde festgestellt, dass in der Nähe des Unfallortes Bolzen und Muttern der Gleisverbindungsteile gelockert und die Verbindungsbretter entfernt waren. Überdies war eine große Menge an Nägeln herausgezogen worden, die die Schienen auf den Schwellen fixiert hatten. 

## Verhaftung und Anklage der Verdächtigen
Die Untersuchungsbehörde wertete den Vorfall als Straftat, die aufgrund eines Komplotts der Tōshiba-Matsukawa-Fabrikgewerkschaft, der Kokurō-Gewerkschaft und der Kommunistischen Partei Japans, die sich den aktuellen Personalkürzungen widersetzten, ausgeführt wurde. Zehn Gewerkschafter der Tōshiba-Matsukawa-Fabrikgewerkschaft und zehn aus der Kokurō wurden festgenommen und angeklagt.

## Gerichtsverhandlung
Im ersten Urteil des Landesgerichtes Fukushima vom 6. Dezember 1950 wurden alle zwanzig für schuldig befunden, fünf Todesurteile wurden gefällt. Im zweiten Urteil des Obergerichtes Sendai vom 22. Dezember 1953 wurden 17 Angeklagte schuldig gesprochen, davon vier zum Tode verurteilt. Im Laufe der Verfahren wurde die Unschuld der Angeklagten deutlich, und der Schriftsteller Hirotsu Kazuo schrieb in der Zeitschrift Chūōkōron einen entsprechenden Essay. Es entstand eine Unterstützungsbewegung von Schriftstellern und Intellektuellen wie Uno Kōji, Yoshikawa Eiji, Kawabata Yasunari, Shiga Naoya, Mushanokōji Saneatsu, Matsumoto Seichō, Sata Ineko, Tsuboi Sakae, und das Interesse der Öffentlichkeit wuchs. Am 10. August 1959 hob der Oberste Gerichtshof das zweite Urteil auf und verwies es zurück auf das Obergericht Sendai. Die von der Staatsanwaltschaft versteckte „Suwa-Notiz“, ein Dokument, das das Alibi der Angeklagten bestätigte, kam an die Öffentlichkeit und es wurde klar, dass ein Komplott nicht verwirklicht worden war. Am 8. August 1961 wurden in einer neuen Verhandlung am Obergericht Sendai alle Angeklagten für unschuldig befunden. Am 12. September 1963 wies der Oberste Gerichtshof eine Berufung der Staatsanwaltschaft zurück und bestätigte die Unschuld aller Angeklagten. Die am Tag des Urteils vom NHK vor dem Obersten Gerichtshof gesendete Fernsehübertragung wurde im Rahmen des Sondernachrichtenprogramms „Das letzte Urteil im Matsukawa-Vorfall“ im ganzen Land ausgestrahlt.

## Film und Theater
- 1961 wurde ein gleichnamiger Film produziert, der den Enthüllungsbericht der ehemals angeklagten Akama Katsumi und die Aufzeichnungen der ersten und zweiten Gerichtsverhandlung als Grundlage hatte. Das Drehbuch war gemeinsam von Shindō Kaneto und Yamagata Yūsaku verfasst wurde, Regie führte Satsuo Yamamoto.

Die Produktionskosten von 45 Millionen Yen wurden ausschließlich durch Spenden finanziert. Die Besetzung bestand u. a. aus Uno Jūkichi, Nishimura Kō, Utsui Ken, Senda Koreya und Nagoya Akira.
- Am 25. Februar 1964 kam es zur Uraufführung des Theaterstücks Die Harfe des Glücks (japanisch 喜びの琴, Yorokobi no koto) in drei Akten. Es wurde vom japanischen Schriftsteller Yukio Mishima verfasst und erschien beim Verlag Shinchosha in Buchform.